# Ensalada somen

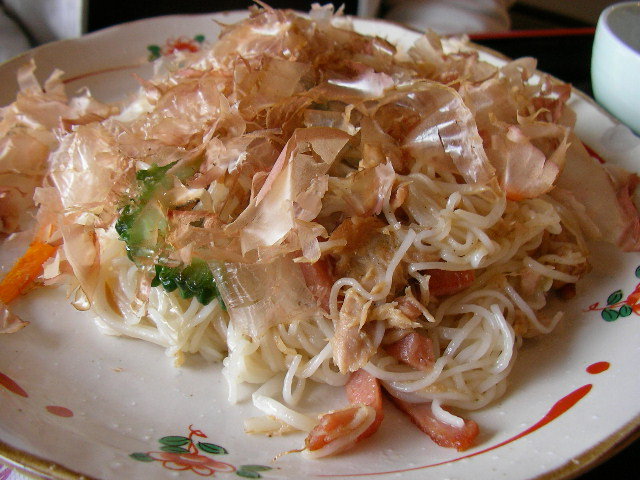
Somen chanpuru.

La ensalada somen es un plato de la cocina japonesa que se basa en un tipo de fideos (que se denominan sōmen) que se sirven con el aspecto de ensalada que se sirve generalmente fría. La ensalada es una variedad de plato cuyo ingrediente es el sōmen. La ensalada comprende tres partes principales: los fideos, la salsa de vinagre y la 'decoración' . algunas recetas incluyen ingredientes como el caldo de pollo, el zumo de limón o incluso aceite de sésamo para ser mezclado con el caldo. Por otra parte, la variedad más decorada suele llevar alguna lechuga, cebollas de primavera, semillas de sésamo, algunas porciones de char siu o jamón e incluso huevo revuelto.
- Datos: Q5682366